# CE Lajeadense
Der Clube Esportivo Lajeadense ist ein Fußballverein aus Lajeado im brasilianischen Bundesstaat Rio Grande do Sul.

## Geschichte
Lajeadense wurde am 23. April 1911 unter dem Namen Sport Club Lajeadense gegründet und ist damit einer der ältesten von Brasilien. Die Gründungsmitglieder waren Deodato Borges de Oliveira, Carlos Gravina, Álvaro Mello, Paulo Lima und Fritz Plein. Erster Präsident wurde Borges de Oliveira.
Beginnt durch Infrastruktur Brasiliens trat Lajeadense anfangs nur in regionalen Spielen an. In den 1940er Jahren waren die Hauptrivalen von Lajeadense der Estrela FC aus der gleichnamigen Stadt Estrela und der FC Santa Cruz aus Santa Cruz do Sul. 1947 gab der Klub seinen Einstand in der Amateurliga der Staatsmeisterschaft von Rio Grande do Sul, welche der regionale Verband, der Federação Gaúcha de Futebol (FGF), 1942 gegründet hatte. Am 1. November debütierte der Klub beim Grêmio Esportivo Flamengo, wo man mit 3:4 unterlag. In der Liga verblieb Lajeadense bis einschließlich 1951. 1952 erfolgte der Einstieg in die zweite Liga der Staatsmeisterschaft, mit wenigen Unterbrechungen trat Lajeadense hier bis 1974 an.
Für den Bau eines Stadions kaufte Lajeadense 1957 ein Gebiet im Stadtteil Florestal. Die Einweihung war im Juli 1962 mit einem Spiel gegen den São José, einem nicht mehr bestehendem Klub aus der Stadt. Das Estádio Florestal wurde im Juli 1962 in einem Spiel gegen São José (ehemaliger Verein aus Lajeado) eingeweiht. Jahre später schlossen sich diese beiden Teams zur sogenannten Lajeado Associação de Esportes (LAE) zusammen. 1975 spielte der Klub erstmals in der obersten Liga der Regionalmeisterschaft. Seitdem tritt man fast jedes Jahr in einer der Ligen der FGF an. Die LAE löste sich 1977 auf. Ende der 2000er Jahre wurde das Stadion verkauft. Das heutige Estádio Alviazul wurde am 25. Januar 2012 eingeweiht.
Lajeadense konnte sich über die regionalen Wettbewerbe an der Teilnahme nationaler Wettbewerbe qualifizieren. 2012 hatte sich der Klub für die Teilnahme an der Série D, der vierten nationalen Liga, qualifiziert, zog seine Meldung aber noch vor Beginn zurück. Bei der Ausgabe 2013 trat man dann an. Lajeadense startete in der Gruppe A8 gegen vier Konkurrenten um die ersten zwei Plätze für die zweite Runde. Am Ende der Gruppenphase belegte der Klub den letzten Platz. In seinen acht Spielen hatte er zwei Siege und drei Unentschieden herausgespielt, bei 8:13 Toren. Im Gesamtklassement der 40 Teilnehmer reichte dieses für den 30. Platz. Der zweite Auftritt in der Liga 2015 verlief besser. Als zweiter seiner Gruppe, wieder die Grupo A8, zog Lajeadense ins Achtelfinale ein. Hier traf der Klub auf den Central SC. Dieser konnte in beiden Treffen mit 4:0 und 2:1 bezwungen werden. Im Viertelfinale war dann der Ríver AC der stärkere Klub (0:3, 0:0).
Als Vizemeister der Staatsmeisterschaft 2013 qualifizierte der Klub für den Copa do Brasil, den nationalen Pokalwettbewerb im Folgejahr. Beim Copa do Brasil 2014 debütierte man in der ersten Runde gegen den CA Bragantino. Dieses war ein Spiel des 131. in der Rangliste des CBF gegen den 32. Im Hinspiel erreichte Lajeadense noch ein 0:0, musste sich dann aber im Rückspiel mit 0:1 geschlagen geben. Durch den Gewinn des Copa Federação Gaúcha de Futebol, dem Pokalwettbewerb von Rio Grande do Sul 2014 und 2015, konnte der Klub auch an den beiden folgenden Pokalturnieren teilnehmen. Beim Copa do Brasil 2015 hieß der Gegner wieder Bragantino. Dieses Mal konnte das Heimspiel mit 2:1 gewonnen werden. Das Rückspiel endete 0:1 und man schied aufgrund der Auswärtstorregel aus. Bei der folgenden Ausgabe empfing Lajeadense den Figueirense FC und unterlag mit 0:2. Für die ersten Runde bestand die Regelung, dass wenn eine Mannschaft in einem Auswärts-Hinspiel mit mindestens zwei Toren unterschied gewann, es kein Rückspiel gab.

## Teilnahme an Fußballwettbewerben
| Wettbewerb                   | Teilnahmen                                                                                                |
| ---------------------------- | --- |
| Copa do Brasil               | 03× – 2014, 2015, 2016                                                                                    |
| Série D                      | 02× – 2013, 2015                                                                                          |
| Staatsmeisterschaft Série A  | 20× – 1975–1976, 1980, 1984, 1988–1995, 1998–1999, 2011–2016                                              |
| Staatsmeisterschaft Série A2 | 46× – 1952–1959, 1962–1971, 1973–1974, 1979, 1981–1983, 1985–1986, 1996–1997, 2000–2007, 2009–2010, 2017– |
| Staatsmeisterschaft Amateure | 05× – 1947–1951                                                                                           |
| Staatspokal                  | 12× – 2005–2007, 2009–2011, 2013–2015, 2018–2019, 2022                                                    |

## Erfolge
- Staatsmeisterschaft von Rio Grande do Sul – Vizemeister: 2013
- Staatsmeisterschaft von Rio Grande do Sul – Série A2: 1959, 1979
- Copa Federação Gaúcha de Futebol: 2014, 2015
- Recopa Gaúcha: 2015

## Trivia
Der Journalist und ehemalige Fußballspieler von Lajeadense Rodrigo Conte hat 2019 die hundertjährige Entwicklung von Lajeadense in dem Buch C.E. Lajeadense - Conquistas, sofrimento e paixão festgehalten.